# Орвил (2. сезона)
Другу сезону научнофантастичне телевизијске серије Орвил емитовао је Fox од 30. децембра 2018. до 25. априла 2019. године, а у Србији Fox од 7. марта до 6. јуна 2019. године. Однос Еда и Кели добија другачији обрт док екипа упознаје нове ванземаљце, открива застрашујућу тајну о Ајзаковим људима и родном свету, суочава се са Крилом, остварује први контакт са новом цивилизацијом и поново посећује планету Моклу.

## Улоге

### Главне
- Сет Макфарлан као капетан Ед Мерсер
- Ејдријен Палики као команданткиња Кели Грејсон
- Пени Џонсон Џералд као др Клер Фин
- Скот Грајмс као поручник Гордон Малој
- Питер Макон као надпоручник Бортус
- Халстон Сејџ као поручница Алара Китан
- Џесика Зор као поручница Тала Кијали
- Џ. Ли као надпоручник Џон Ламар
- Марк Џексон као Ајзак

### Споредне
- Виктор Гарбер као адмирал Холси
- Чад Колман као Клајден
- Норм Макдоналд као глас поручника Јафита
- Би-Џеј Танер као Маркус Фин
- Кај Венер као Тај Фин
- Мајк Хенри као Ден
- Крис Џ. Џонсон као Кешас
- Блесон Јејтс као Топа
- Сира Санторо као заставница Џени Турко
- Тед Денсон као адмирал Пери

## Епизоде
| Бр. еп. (укупно) | Бр. еп. (у сезони) | Наслов                        | Редитељ              | Сценариста                    | Премијера                         | Прод. код | Гледаност у САД (милиони) |
| ---------------- | ------------------ | ----------------------------- | -------------------- | ----------------------------- | --------------------------------- | --------- | ------------------------- |
| 13               | 1                  | Џалоџа                        | Сет Макфарлан        | Сет Макфарлан                 | 30. децембар 2018. 7. март 2019.  |           | 5,68                      |
| 14               | 2                  | Основни пориви                | Кевин Хукс           | Велесли Вајлд                 | 3. јануар 2019. 14. март 2019.    |           | 2,82                      |
| 15               | 3                  | Дом                           | Џон Касар            | Чери Чеваправатдумронг        | 10. јануар 2019. 21. март 2019.   |           | 3,06                      |
| 16               | 4                  | На Земљи нема ничега сем риба | Џон Касар            | Бренон Брага и Андре Борманис | 17. јануар 2019. 28. март 2019.   |           | 3,01                      |
| 17               | 5                  | Цео свет је торта             | Роберт Данкан Макнил | Сет Макфарлан                 | 24. јануар 2019. 4. април 2019.   |           | 3,18                      |
| 18               | 6                  | Весео рефрен                  | Сет Макфарлан        | Сет Макфарлан                 | 31. јануар 2019. 11. април 2019.  |           | 3,11                      |
| 19               | 7                  | Одбојник                      | Сет Макфарлан        | Дејвид А. Гудман              | 14. фебруар 2019. 18. април 2019. |           | 3,07                      |
| 20               | 8                  | Идентитет                     | Џон Касар            | Бренон Брага и Андре Борманис | 21. фебруар 2019. 25. април 2019. |           | 3,05                      |
| 21               | 9                  | Идентитет, 2. део             | Џон Касар            | Сет Макфарлан                 | 28. фебруар 2019. 2. мај 2019.    |           | 3,15                      |
| 22               | 10                 | Патриотска крв                | Ребека Родригез      | Сет Макфарлан                 | 7. март 2019. 9. мај 2019.        |           | 2,94                      |
| 23               | 11                 | Трајни утисци                 | Кели Кронин          | Сет Макфарлан                 | 21. март 2019. 16. мај 2019.      |           | 2,94                      |
| 24               | 12                 | Светилиште                    | Џонатан Фрејкс       | Џо Меноски                    | 11. април 2019. 23. мај 2019.     |           | 2,59                      |
| 25               | 13                 | Сутра и сутра и сутра         | Гари Рејк            | Џенет Лин                     | 18. април 2019. 30. мај 2019.     |           | 2,68                      |
| 26               | 14                 | Путем којим нисмо кренули     | Гари Рејк            | Дејвид А. Гудман              | 25. април 2019. 6. јун 2019.      |           | 2,97                      |